# Дюгонь
{{#ifeq:0|0|{{#if:|{{#if:Dugongdugon|[[]}}|}}}}
Дюго́нь, або дюгон (фр. dugong — морська корова) — рослиноїдний морський ссавець ряду сиреноподібних. Поширений переважно в Індійському океані.

## Зовнішній вигляд
Найдрібніший представник ряду сирен: довжина тіла 2,5—4 м, вага досягає 600 кг. Максимальна зафіксована довжина тіла (самець, спійманий в Червоному морі) дорівнювала 5,8 м. Виражений статевий диморфізм: самці більші за самок.
Невелика малорухома голова переходить в масивний веретеноподібний тулуб, який закінчується хвостовим плавцем, розташованим горизонтально. Хвіст формою відрізняється від хвоста ламантинів і нагадує хвіст китоподібних: дві його лопаті розділені глибокою виїмкою. Передні кінцівки перетворилися на гнучкі ластоподібні плавники завдовжки 35—45 см. Від нижніх кінцівок залишилися тільки рудиментарні тазові кістки, приховані в мускулатурі. Шкіра груба, до 2—2,5 см завтовшки, покрита рідким волоссям. Забарвлення з віком темніє, стаючи темно-свинцевим або бурим; черево світліше.
Голова маленька, округла, на короткій шиї. Вушних раковин немає. Очі маленькі, глибоко посаджені. Ніздрі зрушені вгору сильніше, ніж в інших сирен; забезпечені клапанами, які закриваються під водою. Морда виглядає обрубаною; закінчується м'ясистими губами, що звисають вниз. Верхня губа несе жорсткі щетини-вібриси та роздвоєна посередині (у молодих особин сильніше); така її будова допомагає дюгоню зривати водорості. Нижня губа покрита ороговілими ділянками. У молодих дюгоней близько 26 зубів: по 2 різці й по 4—7 пар корінних зубів на верхній і нижній щелепі. У дорослих зберігається 5—6 пар корінних зубів. Крім того, у самців верхні різці перетворюються на бивні, що виступають з ясен на 6-7 см. У самок верхні різці невеликі, іноді не прорізуються. Корінні зуби циліндрової форми, позбавлені емалі і кореня.
У черепі дюгоня сильно збільшені в розмірах передщелепні кістки. Носові кістки відсутні. Нижня щелепа заломлена вниз. Мозкова коробка мала. Кістки скелета товсті та міцні.

## Розповсюдження

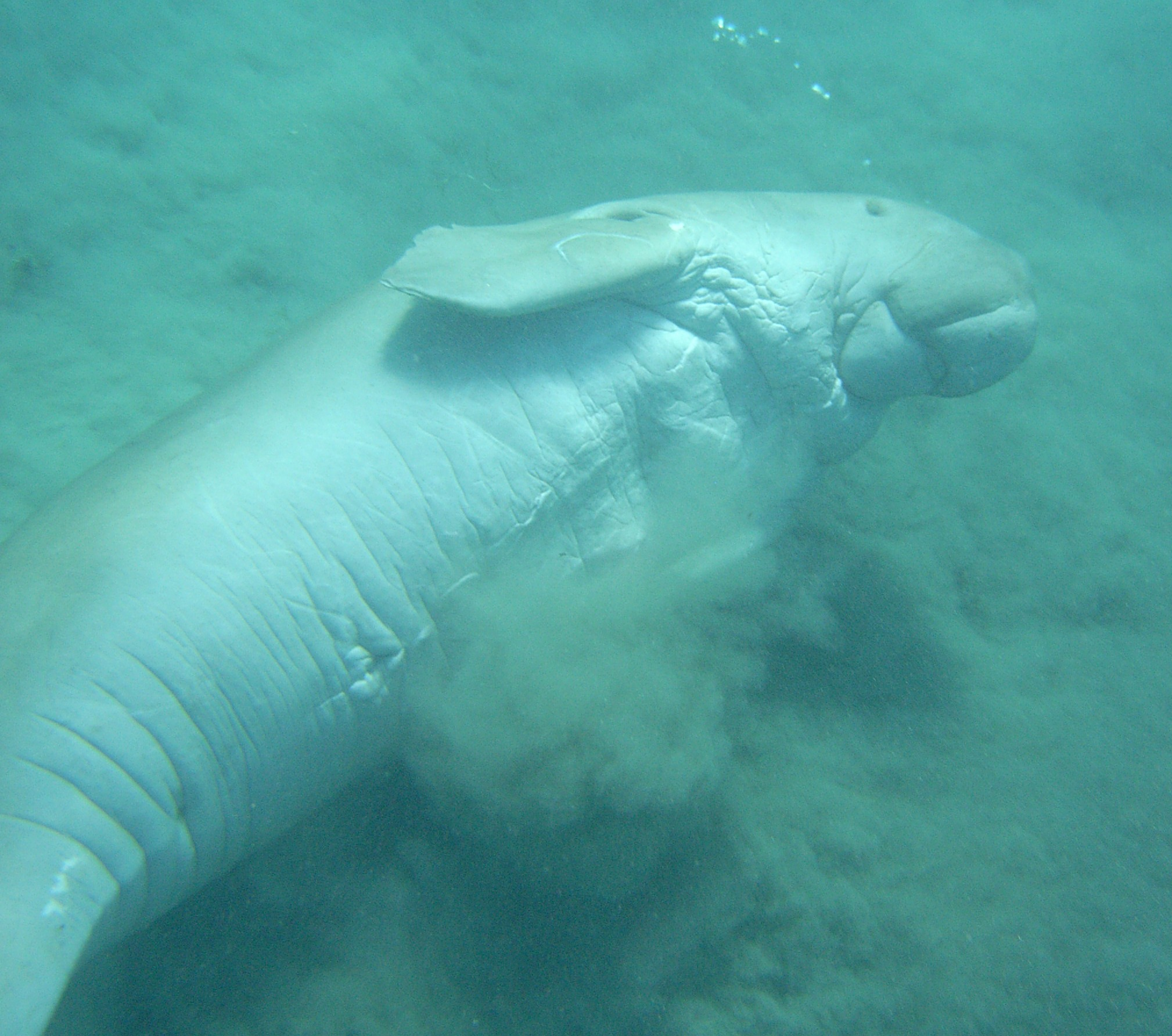
Дюгонь на дні Червоного моря

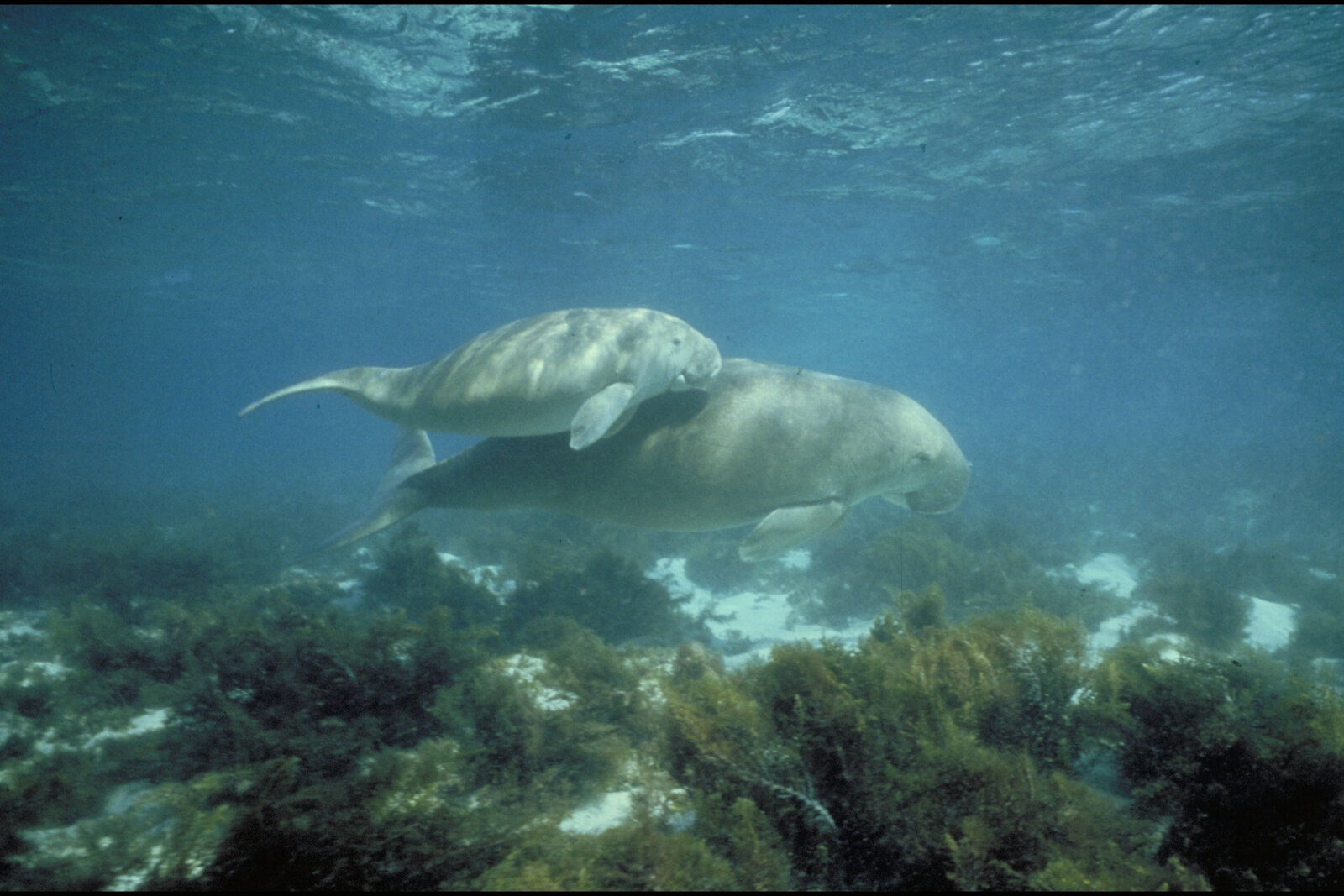
Дюгонь з дитинчам

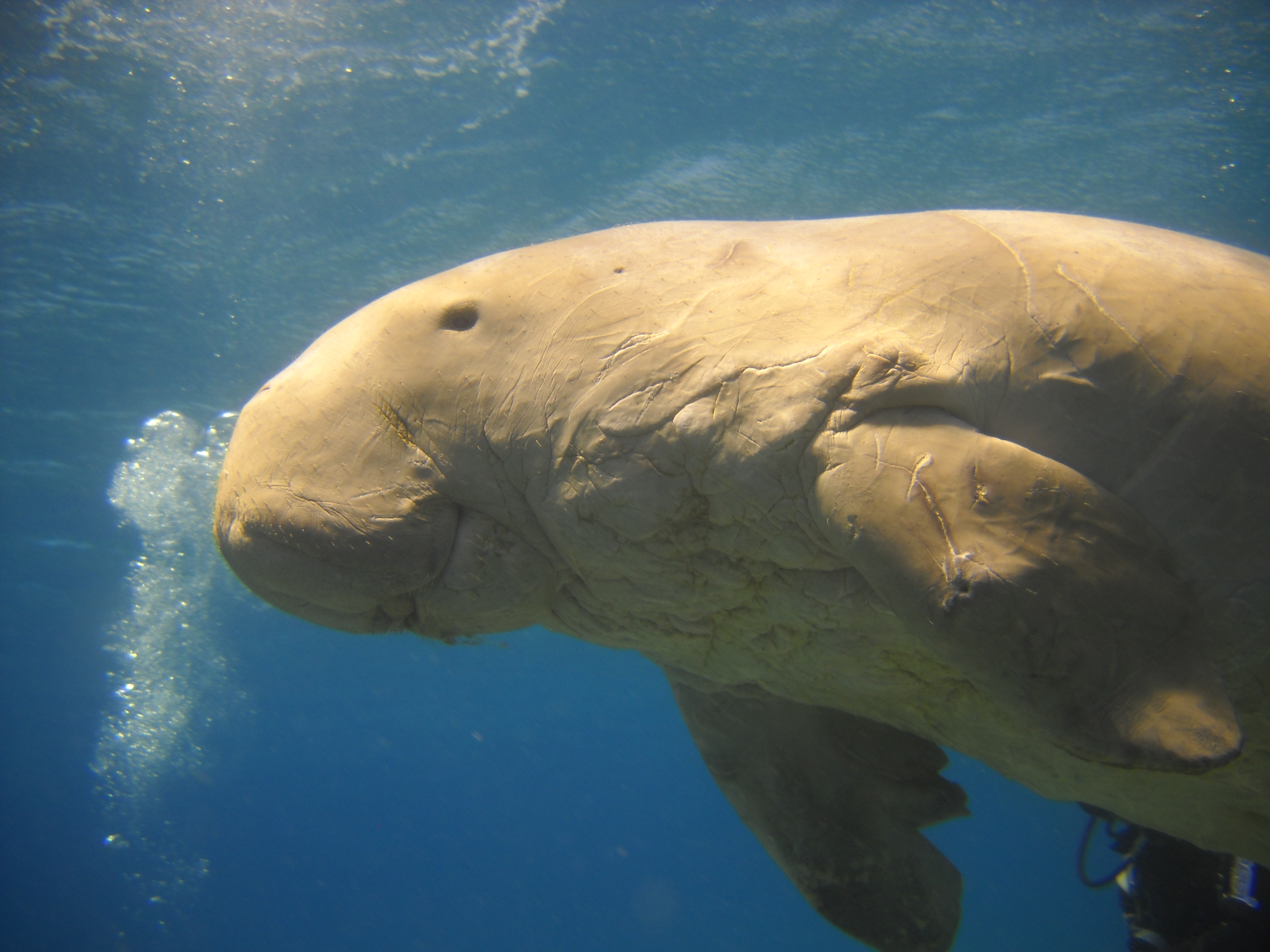
Голова дюгоня

У минулому ареал був ширший: дюгоні проникали на північ до Західної Європи. На думку деяких дослідників, послужили прототипом міфічних русалок. Пізніше збереглися тільки в тропічному поясі Індійського і південного Тихого океану: від Червоного моря уздовж східного узбережжя Африки, у Перській затоці, біля північно-східного узбережжя Індії, поблизу Малаккайського півострова, Північної Австралії та Нової Гвінеї, а також поблизу деяких тихоокеанських островів. Загальна протяжність сучасного ареалу дюгоней оцінюється в 140 000 км берегової лінії.
В даний час найбільша популяція дюгоней (понад 10 000 особин) мешкає у Великому бар'єрному рифі та в Торресовій протоці. Крупні популяції поблизу узбережжя Кенії та Мозамбіку сильно скоротилися після 1970-х років. Біля узбережжя Танзанії останній екземпляр дюгоня спостерігали 22 січня 2003 р., після 70-річної перерви. Невелика кількість дюгоней водиться у Палау (Мікронезія), поблизу о. Окінава (Японія) та в протоці Джохор між Малайзією і Сингапуром.

## Спосіб життя
Дюгоні мешкають в теплих прибережних водах, мілководих бухтах і лагунах. Іноді виходять у відкрите море; заходять в гирла і естуарії річок. Тримаються над глибинами не більше 10—20 м. Велику частину активності складає годування, пов'язане з чергуванням припливів і відпливів, а не зі світловим днем. Годуватися дюгоні припливають на мілководді, до коралових рифів і мілин, на глибину 1―5 м. Основу їхнього раціону складають водні рослини з родини рдестових, а також морські водорості. У їхніх шлунках знаходили й дрібних крабів. При годуванні 98 % часу проводять під водою, де «пасуться» по 1—3, максимум 10—15 хвилин, потім підіймаються на поверхню для вдиху. По дну часто «ходять» на передніх плавниках. Рослинність зривають за допомогою м'язистої верхньої губи. Перед тим, як з'їсти рослину, дюгонь зазвичай прополіскує її у воді, мотаючи головою з одного боку в інший. В день дюгонь споживає до 40 кг рослинності.
Тримаються поодинці, але над кормовими місцями збираються групами по 3―6 особин. У минулому спостерігалися стада дюгонів до декілька сотень особин. Живуть переважно осіло; деякі популяції здійснюють денні та сезонні переміщення, залежні від коливання рівня води, температури води та доступності їжі, а також антропогенного тиску. За останніми даними протяжність міграцій при необхідності становить сотні та тисячі кілометрів. Звичайна швидкість плавання — до 10 км/год, але наляканий дюгонь може розвивати швидкість 18 км/год. Молоді дюгоні плавають переважно за допомогою грудних плавників, дорослі — хвоста.
Дюгоні зазвичай мовчазні. Тільки збуджені або налякані, вони видають різкий свист. Дитинчата бекають. Зір у дюгонів розвинений слабо, слух — добре. Неволю переносять набагато гірше, ніж ламантини.

## Розмноження
Розмноження продовжується цілий рік. Самці дюгоней б'ються за самок, використовуючи свої бивні. Вагітність триває рік. Самка народжує 1 дитинча, рідко 2. Пологи проходять на мілководді; новонароджений при довжині тіла 1—1,2 м важить 20—35 кг, досить рухомий. Під час занурень дитинчата чіпляються до спини матері; молоко смокчуть в перевернутому положенні. Дитинчата, що підросли, вдень збираються в зграї на мілководді. Самці у вихованні потомства участі не беруть.
Молочне вигодовування продовжується до 12—18 місяців, хоча вже в 3 місяці молоді дюгоні починають поїдати траву. Статева зрілість наступає в 9—10 років, можливо, пізніше. На молодих дюгоней полюють крупні акули. Тривалість життя — до 70 років.

## Статус популяції
Дюгоней винищують через м'ясо, що нагадує смак телятини, а також через жир, шкуру і кістки, які йдуть на вироби під слонову кістку. У деяких азійських культурах частини тіла дюгоней використовуються в традиційній медицині. Від звіра масою 200—300 кг отримують 24—56 л жиру. Через полювання і деградацію місця існування на більшій частині ареалу дюгонь став рідкісним або зник. Так, за оцінками, які засновані на частоті вилову дюгоней тенетами, його чисельність в найкращій частині ареалу, поблизу берегів Квінсленда, з 1962 по 1999 р. скоротилася з 72 000 до 4220 особин.
В даний час вилов дюгоней заборонений. Полювання дозволене як традиційний промисел аборигенних народів. Дюгонь занесений в Червону Книгу Міжнародного Союзу Охорони Природи зі статусом «вразливий вид» (англ. Vulnerable).